# Кирово (Карасайский район)
Кирово — упразднённое село в Карасайском районе Алматинской области Казахстана. На момент упразднения входило в состав Фрунзенского сельсовета. В 1991 году включено в состав города Алма-Ата. 

## География
Располагалось между реками Бурулдай и Жаналык. Ныне микрорайоны Шанырак и Айгерим.

## Население
По данным всесоюзной переписи 1989 года в селе проживало 3689 человека, из которых русские составляли 46 % населения, азербайджанцы — 22 %.